# ハリガネウミヘビ科
ハリガネウミヘビ科 (Moringuidae) は2属6種。世界中の熱帯海域に分布し、少数の淡水産種も含まれる。体は極端に細長く、背鰭・臀鰭の丈は短い。鱗はなく、胸鰭は非常に小さい。鰓の開口部の位置は低い。眼は小さく、皮膚に埋もれている。これらの独特な形態学的特徴は、彼らが行う砂泥中での潜伏生活への適応と考えられている。
約15センチメートルないし140センチメートルの体長に対し、極端に細長い円筒形の体型を持つことから、このように命名された。

## 下位分類

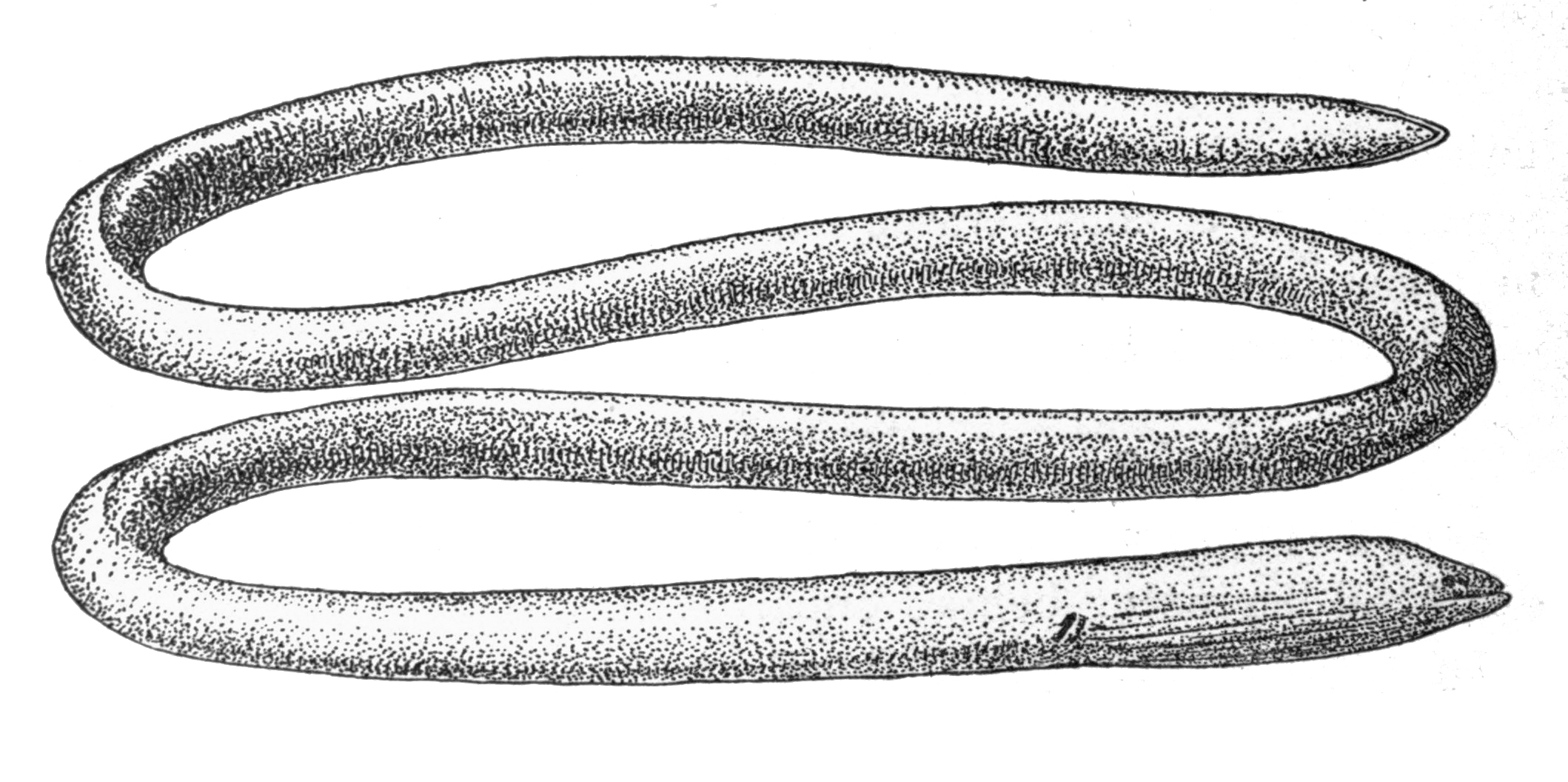
トビハリガネウミヘビ Moringua javanica

ハリガネウミヘビ科は、以下の2属14種から成る。
- Moringua ハリガネウミヘビ属
  - Moringua abbreviata
  - Moringua arundinacea
  - Moringua bicolor セグロハリガネウミヘビ
  - Moringua edwardsi
  - Moringua ferruginea サビハリガネウミヘビ
  - Moringua javanica トビハリガネウミヘビ
  - Moringua macrocephalus
  - Moringua macrochir ハリガネウミヘビ
  - Moringua microchir
  - Moringua penni
  - Moringua raitaborua
- Neoconger 属
  - Neoconger mucronatus
  - Neoconger tuberculatus
  - Neoconger vermiformis

## 典拠・脚注
1. ↑  McCosker, John F. (1998). Paxton, J.R. & Eschmeyer, W.N.. ed. Encyclopedia of Fishes. San Diego: Academic Press. p. 89. ISBN 0-12-547665-5
2. ↑  Froese, Rainer, and Daniel Pauly, eds. (2009). "Moringuidae" in FishBase. January 2009 version.